# Црква Светог Андреја у Подујеву
Црква Светог Андреја је храм Српске православне цркве у Подујеву, на Косову и Метохији и припада Епархији рашко-призренској. Налази се на малом брду у близини града. Комплекс обухвата и православно гробље. Црква посвећена Светом Андреји Првозваном подигнута је на брду Мерђез после Првог светског рата 1929. или 1930. године средствима које су парох Бранислав Кошутић и парохијани прикупили. Освећена је 6. јуна 1935, као „прва црква у Подујеву после Косова”. Храм је од тада рушен и обнављан више пута. За време Другог светског рата Албанци су срушили кубе и цркву оскрнавили. После више оправки црква је коначно обновљена 1971. године. Представља непокретно културно добро.

## Прошлост Подујева
Подујево се као велико село помиње у турском дефтеру пописа Области Бранковића 1455. године, као село са 43 српске куће, попом Степаном и његовим братом Петром, на челу списка. Под истим именом јавља се и у попису Вучитрнског санџака 1487. године. У Дубровачком архиву чува се податак да су 1660. године дубровачки трговци куповали вуну у Подујеву. Године 1806. у Првом српском устанку Станоје Главаш је од Прокупља продро до Подујева где је подигао шанац према Турцима. Непознато је место где се српска средњовековна сеоска црква налазила у тадашњем селу Подујеву. Највероватније је да је била на садашњем брду Мерђезу које су Турци претворили у тврђаву и граничну кулу.

## Прошлост цркве

### Уништавање 1941.
Црква је била гранатирана и потпуно уништена у 1941. године за време Другог светског рата, од стране албанске квислиншке организације Бали Комбетар. Црква је обновљена од стране српског становништва из Подујева 1971. године.

### Напад 1999.
Црква је поново нападнута након протеривања српског становништва из Подујева 1999. године. Албански екстремисти су пуцали и запалили цркву. Оштећен је иконостас и црквени инвентар. По доласку британских снага КФОР-а црква је демолирана, оскрнављена а њена унутрашњост спаљена.

### Мартовски погром 2004.
Године 2003, УНМИК је захтевао од Епархије Рашко-призренске да се евакуише покретни инвентар цркве, јер је нови напад албанских екстремиста изгледао неизбежан. Напад се заиста десио 18. марта 2004. године, током погрома над Србима на Косову и Метохији 2004. Чешки војници који су обезбеђивали цркву морали су да напусте комплекс која је уништена заједно са гробљем. Албанци су изазвали велики пожар у средини цркве који је уништио њену унутрашњост. Чешка официр, Јиндрих Плехер, потврдио је у вестима, да су војници били дубоко шокирани, да су албански нападачи ископали сандуке из оближњег српског гробља, и разбацивали кости мртвих. У извештају КФОР-а и УНМИК-а за 18. март 2004. стоји: „православна црква у Подујеву је спаљена. Црква Светог Андреја је гранатирана, звоник потпуно уништен експлозивом, као и зид који окружује цркву“. Према писању „Прашких новости“ Албанци су на гробљу ископавали посмртне остатке Срба и разбацивали кости свуда унаоколо, а цркву запалили. Према фотографијама, источни део цркве је миниран, а звоник потпуно уништен експлозивним средствима, као и зид који је окруживао цркву.

#### Крађа звона
Након уништења храма, чешке јединице КФОР-а пронашле су и одузеле украдено звоно цркве Светог Андреја из једне од албанских кућа.. Звоно је поклон краља Александра I Карађорђевића Подујевској цркви 1932. године, две године пре атентата у Марсељу. Звоно се данас чува у манастиру Грачаници. Каплар батаљона је лично очистио звоно пре његовог доношења у Грачаницу.

### Напад 2006.
Након делимичне реконструкције, коју је предводио Савет Европе, 12. маја 2006. године, црква је поново нападнута. Том приликом главна улазна врата цркве су знатно оштећена, а сви прозори на цркви су поново разбијени.

## Архитектура цркве
Црква је подигнута као већа једнобродна грађевина димензија 19,90 х 9,50 метара, са олтарском апсидом нешто нижом у односу на остале делове цркве на истоку, правоугаоним наосом и мањом правоугаоном припратом на западу имала је над наосом већу шесточлано решену куполу. Олтарска апсида изнутра полукружна а споља решена петочлано продужавала се у мањи трансепт у коме се налазио простор за проскомидију и ђаконикон који је водио у правоугаони наос чији су северни и јужни зид излазили из зидних платана осе цркве. До улаза у цркву, решеним у виду двокрилних вратију која су се налазила на западном зиду припрате, долазило се преко 4 степеника. Повише врата се налазила мања полукружна ниша за слику патрона цркве а повише ње прозор у виду округлоготвора - окулуса.
Остале фасаде цркве и куполе биле су разуђене полукружним прозорима: шест на куполи, по пет на јужној и северној страни од којих три на зидовима наоса, четири на зиду апсиде са по једним окулусом који је био постављен повише средњих прозора на јужној и северној страни наоса. Сви прозори су били уоквирени са по две плитке полукружне нише.
Црква је смештена у озиданој порти, била је зидана опеком, омалтерисана и окречена. У унутрашњости цркве, у наосу, налазио се живопис. Под у цркви био је рађен ливеним терацом а кров цркве био је покривен поцинкованим лимом.